# Based
Based (дословно — «основанный», «базированный», а также «под основанием» (в значении «под воздействием крэка»); также «это база» и просто «база») — фраза, которая в англоязычном сегменте Интернета символизирует поведение человека, который не зависит от чужого мнения или одобрения, ставшая интернет-мемом. В Рунете «based» известен как отдельный мем «Это база».

## История
Термин based (от basehead) изначально являлся пейоративом и использовался для обозначения зависимых от крэка людей. Base — жаргонное обозначение крэка-кокаина, смеси солей кокаина с основанием. Впоследствии, усилиями рэпера Lil B, пейоративное значение данного термина сменилось на позитивное. Lil B использовал этот термин для «обозначения своего рода невыразимой подлинности и непринуждённости в общении с самим собой». Термин «based» также присутствует в имени его альтер-эго — Based God. Ещё в 2007 году рэп-группа The Pack выпустила свой первый альбом под названием «Based Boys». Это положило начало культу вокруг «базированного»[неизвестный термин] образа жизни и в конечном итоге породило прозвище Lil B «The BasedGod». В 2010 году в интервью изданию Complex Lil B объяснил, что слово «based» не всегда имело положительную коннотацию. Он заявил:

Когда я был моложе, термин «based» был негативным термином. Люди смеялись надо мной. Они такие: «Ты базированный». Они использовали это как негатив. И что я сделал, так это превратил этот негатив в позитив. Я начал воспринимать это как: «Да, я базированный». Я сделал это своим. <…> «Based» — значит быть собой. Не бояться того, что люди думают о тебе. Не бояться делать то, что хочешь. «Based» — это положительно.

Спустя годы после введения термина в онлайн-сферу Lil B стал фаворитом политически и культурно реакционных плакатов на 4chan и в других местах. Использование пользователями этого термина часто характеризовало лиц и идеологические движения с фашистскими взглядами.
Благодаря данному понятию в 2013 году на 4chan возник мем «based and redpilled» (дословно — «базированный и краснотаблеточный»), означающий, что кто-то или что-то является «противоположностью кринжа» и использующийся как в серьёзной, так и ироничной форме. Выражение часто использовалось для восхваления противоречивых политических взглядов или личностей. На Know Your Meme отмечается, что фраза «based and redpilled» тесно связана с экстремистскими, расистскими и инцельскими группами, особенно на доске 4chan /pol/.

### «Это база»
В конце мая 2021 года слово «база» стало все чаще употребляться в русскоязычном пространстве Твиттера. Особенно популярным в социальной сети стал мем с выражением, посвящённым современному сленгу. Обсуждению понятия также поспособствовала статья на портале AdMe.ru о якобы популярном среди молодёжи сленге. Оригинал мема «Это база» был создан в июле 2021 года и впервые стал вирусным в шутках о военных базах, созданных увлекающимися политикой и историей. В Рунете словосочетание приобрело иной смысл благодаря неакадемическому учёному Юрию Рыбникову. После использования Рыбниковым фразы «Это база» она стала символизировать в Рунете что-то безумное и нелогичное.
В феврале 2022 года вирусный мем вышел за пределы политических мемов. «Это база» пришёл в Рунет из популярного смонтированного аудиоряда в TikTok, где знаменитости повторяют друг за другом слова «база» и «основа»:

Это базы. Based. Это вот база. Потому что это — основа, это, так сказать, база. Всё, это база! Это основа! Это базис.
В аудио звучат голоса публицистов Евгения Понасенкова и Максима Каца, философа Александра Дугина, стримеров Владислава Жмилевского и Виталия Цаля (Папич), бывших президентов России Бориса Ельцина и Дмитрия Медведева, неакадемического учёного Юрия Рыбникова и музыканта Пророка Санбоя. Туда также вошел англоязычный мем based, ставший синонимом одобрения. Пользователи Интернета, используя мем, среди прочего, рассказали о том, что, по их мнению, составляет основу любого хобби, профессии или периода жизни.
Благодаря мему «Это база» в сентябре 2021 года возникла фраза «базированный Шлёпа Гигачад». Она состояла из комбинации трёх слов, ставших мемами: непосредственно «базированный», мускулистого персонажа, известного как Гигачад и клички каракала, известного как «Большой Шлёпа».

## Анализ
По данным Know Your Meme, термин «база» (based) происходит от имени «Based God», альтер-эго рэпера Lil B, и используется для обозначения положительного взгляда, который идёт вразрез с социально-политическими тенденциями и может быть оскорбительным для самых разных людей. Быть «базированным» означает оставаться верным себе и не позволять мнению других людей формировать личность, даже если эти мнения сейчас модны.
В контексте интернет-дискурса называть кого-то «базированным» в основном означает, что этот человек является смелым, оригинальным и не подвержен влиянию общей культуры; он не изменит свой стиль, мнения или ценности, какими бы отталкивающими они ни были. Слово «база» может использоваться в качестве утверждения, чтобы показать согласие. В политическом дискурсе понятие «based» может также функционировать как противоположность сокращённому выражению «основанный (базированный) на фактах».